# Mouth (Band)
Mouth ist eine deutsche Progressive- und Psychedelic-Rock-Band aus Köln.

## Geschichte
Im Jahr 2009 veröffentlichte die Band ihr Debütalbum bei Blunoise Records. Anschließend gab es für acht Jahre als einzige Veröffentlichung eine Download-Single auf der bandeigenen Seite auf Bandcamp, bis 2017 – erneut bei Blunoise – das zweite Werk Vortex erschien. Als Bandleader zeichnete Sänger und Gitarrist Chris Koller verantwortlich für Text und Musik.
Für das dritte, 2018 veröffentlichte Album Floating folgte der Wechsel zu dem Krefelder Musiklabel Tonzonen Records. Produziert wurde es von Koller gemeinsam mit Guido Lucas, das Mastering übernahm Eroc. Kurz darauf folgte speziell für den Record Store Day 2018 das Album Live '71.
Nachdem dem Tod von Gerald Kirsch im Jahr 2018 legte die Band eine Pause ein. Im März 2019 verkündete sie, mit Thomas Johnen einen neuen Bassisten gefunden zu haben. Eine EP mit neuen und bisher unveröffentlichten Songs wurde im 2019 veröffentlicht. Im Juni 2023 veröffentlichte die Band ihr viertes Album „Getaway“ beim Label This Charming Man Records.

## Stil
Auf ihrem Debütalbum 2009 spielte die Band eine eingängige „Art des verschärften und gestrafften Progressive Rock mit Hardrock-Geschepper und Glamrock-Attitüde“, der stilistisch in der Mitte der 1970er Jahre angesiedelt ist.
Auf dem zweiten Album hat sich die stilistische Bandbreite um Glam und Hardrock verringert, ins Zentrum seien „spacig-psychedelische Klänge“ gerückt. Einen Rezensenten des Musikexpress ließ die Band beim zweiten Album manchmal an die „frühen Deep Purple oder gar an Yes denken“, grundsätzlich hätten Mouth „aber einen eigenen Dialekt in der Progrock-Sprache“ entwickelt. In der Besprechung von Intro wird der Stil als „Progressive-Rock mit stark psychedelischem Einschlag“ beschrieben.
Für den dritten Tonträger wurde dann die Laufzeit der einzelnen Stücke gesenkt und der Anteil „poppiger US-Westküsten-Psychedelik“ nach oben gefahren. Einen Rezensenten erinnert die Mischung aus „einerseits instrumentalen, von Krautrock inspirierten Jams, und andererseits sehr groove- und gesangsorientierten Songs“ an „Motorpsycho, nur mit stärkerem 60s-Einschlag“.
Das vierte Album „Getaway“ ist wieder geprägt von „Hammond- und Mellotron-Sounds.“ „Die Kölner kombinieren Psychedelic Rock der frühen 70er mit Krautrock, Prog und Noise.“

## Diskografie
- 2009: Rhizome (Blunoise Records)
- 2017: Vortex (Blunoise Records)
- 2018: Floating (Tonzonen Records)
- 2018: Live'71 (Tonzonen Records)
- 2019: Past, Present, Future (Tonzonen Records)
- 2023 Getaway (This Charming Man Records)